# Marcin Stawiarz
Marcin Stawiarz (ur. 13 lutego 1981 w Częstochowie) – polski fotografik, laureat międzynarodowego konkursu International Photography Awards.

## Życiorys
Jest absolwentem Politechniki Częstochowskiej. Był również studentem Warszawskiej Szkoły Fotograficznej. Jest reprezentowany przez galerie Art Gallery Ryf (Zurych), Kontemplacje (Warszawa) i Rare (Londyn). Robił zdjęcia m.in. w takich krajach jak: Francja, Hiszpania, Węgry, Litwa, Łotwa, Belgia, Walia, Anglia, Holandia i Niemcy. Laureat nagród Best Young Photographer 2007 na Venice International Photography Awards, oraz Architectural Photographer of the Year 2008 na International Photography Awards. Jego zdjęcia były publikowane w wielu magazynach, m.in. Idea PHOTOS, Asian Photography, Amateur Photographer, Practical Photography, Digital SLR Photography, Soura Magazine, I-Mag Magazine, Fotografia & Aparaty Cyfrowe, Parteaguas Magazine.
W 2009 jego prace wystawione będą w ramach Festiwalu Fotojatka w Czechach.